# Las Tortugas, Michoacán de Ocampo
Las Tortugas är en ort i Mexiko.   Den ligger i kommunen Puruándiro och delstaten Michoacán de Ocampo, i den centrala delen av landet, 250 km väster om huvudstaden Mexico City. Las Tortugas ligger 1 940 meter över havet och antalet invånare är 617.
Terrängen runt Las Tortugas är kuperad. Runt Las Tortugas är det ganska tätbefolkat, med 129 invånare per kvadratkilometer. Närmaste större samhälle är Puruándiro, 12,1 km sydväst om Las Tortugas. I omgivningarna runt Las Tortugas växer huvudsakligen savannskog.